# Melasma physalodes
Melasma physalodes là loài thực vật có hoa thuộc họ Cỏ chổi. Loài này được (D. Don) Melch. mô tả khoa học đầu tiên năm 1940.